# Reichswerke Hermann Göring

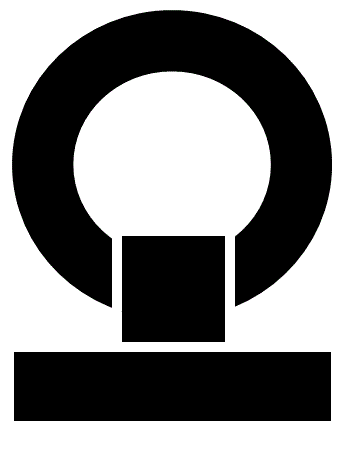
Logo koncernu

Reichswerke Hermann Göring (Reichswerke AG für Berg- und Hüttenbetriebe Hermann Göring; pol. Zakłady Hermanna Göringa) – niemiecki koncern, założony w Berlinie w 1937 roku, będący własnością III Rzeszy.

## Historia
Początkowo powstał w celu eksploatacji darniowych rud żelaza w zachodnich Niemczech. W 1938 r., w związku z Anschlussem Austrii i przejęciem zakładów na jej terenie, zwiększono kapitał zakładowy koncernu z 5 do 400 mln marek.
Po wybuchu II wojny światowej koncern przejął kopalnie węgla Miechowice (należącą do spółki Preussengrube A.G.) i Sośnica (należącą do spółki Oehringen Bergbau A.G.) jako stanowiące własność kapitału żydowskiego. Na mocy zarządzeń Głównego Urzędu Powierniczego Wschód z 11 grudnia 1939 r. oraz 27 marca 1940 r. koncern otrzymał w zarząd komisaryczny szereg innych przedsiębiorstw z terenów Górnego Śląska wcielonych do Rzeszy, w tym część majątku Wspólnoty Interesów Górniczo-Hutniczych i firmy Skarboferm, a także majątki Rybnickiego Gwarectwa Węglowego, Gwarectwa Charlotte, Zakładów Hohenlohego, Czernickiego Towarzystwa Węglowego i Gwarectwa Brzeszcze.
Koncern Göringa przejął również (jako odrębne przedsiębiorstwa filialne) Witkowickie Gwarectwo Górniczo-Hutnicze i Północną Kolej Cesarza Ferdynanda, które posiadały kopalnie węgla w Zagłębiu Ostrawsko-Karwińskim. Dla administrowania zakładami na Górnym Śląsku w 1940 roku powstało przedsiębiorstwo filialne zakładów Hermanna Göringa pod nazwą Bergwerksverwaltung Oberschlesien GmbH der Reichswerke Hermann Göring.
Na mocy ustawy z 13 stycznia 1941 r. zarządzane dotychczas komisarycznie zakłady przeszły na własność koncernu. Dzięki temu koncern mógł sprzedać innym podmiotom posiadane kopalnie rud żelaza, cynku i ołowiu oraz huty, zatrzymując jedynie kopalnie węgla. Zarząd koncernu działał w latach 1941–1945.

### Bergwerksverwaltung Oberschlesien GmbH der Reichswerke Hermann Göring
Zasugerowano, aby wydzielić z tego artykułu fragmenty do artykułu Bergwerksverwaltung Oberschlesien GmbH der Reichswerke Hermann Göring.
Była spółką-córką Reichswerke AG für Berg- und Hüttenbetrieb Hermann Göring, założoną 1 kwietnia 1940 roku, z kapitałem początkowo 1 mln marek, podniesionym następnie (w 1941 r.) do 200 mln marek. W skład spółki-córki wchodziło 5 oddziałów zarządzających zarówno kopalniami węgla kamiennego, jak i przedsiębiorstwami górniczymi, takimi jak koksownie, brykietownie i elektrownie. Były to kolejno: Grupa I Gleiwitz (Gliwice), Grupa II Rybnik, Grupa III Königshütte (Chorzów), Grupa IV Kattowitz (Katowice) i Grupa V Brzeszcze. Ponadto w skład spółki wchodziły również majątki ziemskie i lasy, podlegające odrębnym majątkom.
W skład spółki weszły kopalnie Król i Knurów, kopalnie węgla kamiennego Wspólnoty Interesów Górniczo-Hutniczych S.A. z siedzibą w Katowicach, kopalnie i zakłady poboczne Rybnickiego Gwarectwa Węgla Kamiennego w Katowicach i Gwarectwa Węgla Kamiennego Charlotte w Katowicach, kopalnie węgla kamiennego rud oraz zakłady cynkowe Zakładów Hohenlohego S.A. z siedzibą w Wełnowcu, kopalnia Hoym Czernickich Zakładów Węgla Kamiennego S.A, kopalnie węgla kamiennego Brzeszcze i Jawiszowice. W skład zakładów wchodził również dawniejszy Oddział Oeringen Zakładów S.A. Hermann Göring, Rybnickie Gwarectwo Węglowe i Gwarectwo Charlotte. Zakłady weszły również w posiadanie wszystkich nie eksploatowanych jeszcze pól górniczych. Na własność zakładów przeszły też dobra Mysłowice, Siemianowice, Marianów, Kazimierski Dwór, Brynów, Czerwionka, Czuchów, Pszów, Miechowice, Królewska Huta, Wodzisław i Krzyżkowice.

### Struktura koncernu
- Dział Prawny: Organizacja: ustawodawstwo górnicze, organizacja przedsiębiorstw koncernu, wchłonięcia gwarectw, protokoły posiedzeń rady nadzorczej,
- Finanse: bilanse, akta podatkowe, kredytowe i hipoteczne,
- Załoga: świadczenia, wypadki, folwarki, protokoły z kontroli, ubezpieczenia,
- Budownictwo: dokumentacja projektowa, zezwolenia na budownictwo, rozbudowa dróg, elektryfikacja, szkody górnicze,
- Dział techniczny: akta techniczne, plany sytuacyjne kopalń: Anna, Charlotte, Emma, Hoym, Romer, szybu Jedłownik, dokumentacja techniczna budowy obiektów produkcyjnych, administracyjnych, socjalnych, dokumentacja sieci elektrycznej i telefonicznej, mapy i plany sytuacyjne Rybnika i gmin powiatu.